# Sybra ceylonensis
Sybra ceylonensis är en skalbaggsart som beskrevs av Stefan von Breuning 1939. Sybra ceylonensis ingår i släktet Sybra och familjen långhorningar.
Artens utbredningsområde är Sri Lanka. Inga underarter finns listade i Catalogue of Life.